# Східний залізничний ВТТ
Східний залізничний ВТТ (рос. Восточный железнодорожный ИТЛ, Востоклаг, Востлаг) — підрозділ, що діяв в структурі Головного управління виправно-трудових таборів Народного комісаріату внутрішніх справ СРСР (ГУЛАГ НКВД).

## Історія
Востоклаг виділений в самостійний підрозділ у структурі НКВС в 1938 році на базі розформованого в тому ж році БАМЛАГа. Управління Востоклага розташовувалося в місті Комсомольськ-на-Амурі, Хабаровський край. В оперативному командуванні він підпорядковувався Управлінню залізничного будівництва Далекосхідного головного управленіянія виправно-трудових таборів НКВД (УЖДС ДВ ГУЛАГ).
Основним видом діяльності ув'язнених було залізничне будівництво на ділянках від селища Лондоко (нині Єврейська автономна область) до селища Усть-Німан (нині Хабаровський край) і на трасі Хабаровськ-Комсомольськ.
Востоклаг розформований в 1940 році, його табори і виробничі потужності увійшли до складу Нижньо-амурського виправно-трудового табору.